# Brunettia dominicana
Brunettia dominicana är en tvåvingeart som först beskrevs av Wagner 2000.  Brunettia dominicana ingår i släktet Brunettia och familjen fjärilsmyggor. Inga underarter finns listade i Catalogue of Life.